# Ряд 19
«Ряд 19» — российский хоррор режиссёра Александра Бабаева. Премьера в кинотеатрах состоялась 11 ноября 2021 года. 14 марта 2022 года состоялась телепремьера на канале «Киноужас», а 9 октября 2022 года — на канале «ТВ-3».

## Сюжет
Двадцать лет назад маленькая девочка Катя со своей матерью Еленой летят в Новосибирск. В какой-то момент самолёт начинает трясти, а Катя не находит рядом свою мать, но видит на сиденье сзади жуткую старуху, нашёптывающую странные слова. Самолёт падает, в результате катастрофы гибнут все пассажиры и экипаж, кроме самой Кати.
В результате Катя приобретает известность, у неё берут интервью, а в наши дни она становится успешным психологом. У неё дочь Диана, и они вместе летят в Томск к отцу Кати. Диана поначалу пытается сесть в конец самолёта, в 19 ряд, но Катя говорит, что это не их места. В полёте они знакомятся с бывшим военным корреспондентом Алексеем. Также в числе пассажиров супружеская пара Евгений и Галина, которые летят на свадьбу своего внука, хамоватый бизнесмен Николай и отрешённый художник Павел. Рейс обслуживают стюардессы Инесса и Татьяна.
Самолёт попадает в турбулентность и начинает сильно трястись. У Галины начинается паническая атака, Катя пытается её успокоить разговором, а также даёт успокоительные таблетки. Когда Катя возвращается на своё место, Евгений продолжает успокаивать Галину, но вскоре переживает сердечный приступ. Галина зовёт на помощь, все пассажиры и стюардессы сбегаются, Катя командует положить Евгения на пол, после чего просит Алексея сделать Евгению непрямой массаж сердца, а сама потом пытается сделать ему искусственное дыхание, но Евгений открывает помутневшие глаза, приподнимается, начинает душить Катю, при этом шепча те же слова, что Катя слышала в детстве. Это шокирует Катю, и она не принимает дальнейшего участия в реанимации Евгения, тот умирает.
Всё это время Катю мучают пугающие галлюцинации, часть которых происходит в самолёте, а часть — в её детстве и связана с её матерью, часть — в её современной квартире и связана с её дочерью. Кроме того, у неё на ноге пропадает шрам, полученный в детстве в результате открытого перелома. Она предполагает, что виной всему происходящему — та самая старуха, которая своим колдовством обрушила самолёт в её детстве и пытается повторить это снова. Она сообщает о своих видениях и мыслях Алексею, но тот относится к этим словам скептически. В то же время Диана пытается успокоить её и показывает рисунок, на котором изображён самолёт. Катя спрашивает, где они на этом рисунке, и Диана показывает на иллюминатор у хвоста, над которым написано число 19, хотя они сидят не в самом хвосте.
В то же время Николай выпивает виски, при этом в какой-то момент во время тряски проливая его на рубашку, а также пытается говорить с Павлом, зачастую довольно грубо. Тот в ответ испуганно молчит или произносит странные слова и всё время что-то рисует в своей тетради. В какой-то момент он рисует Николая с сигаретой в зубах. Вскоре объявляют, что из-за бури и смерти пассажира на борту посадка будет осуществлена в Новосибирске. Это сильно нервирует Николая, тот психует и решает закурить. Павел и Катя видят это и пытаются его остановить, но тот чиркает зажигалкой, на неё капает технический спирт из ёмкости, упавшей во время сильной тряски, в результате сиденье с пристёгнутым к нему Николаем возгорается, ситуацию усугубляет виски, который он пролил на рубашку. Все бросаются его тушить, но это удаётся не сразу. Николай сильно обгорает и вскоре в муках умирает.
В это время Катя замечает, что Галина заходит в туалет. Кате кажется подозрительным её долгое отсутствие, она бежит к туалету и стучится в дверь, к ней подходят стюардессы и требуют прекратить. Инесса обвиняет Катю в бреде, но Татьяна поддаётся настойчивости Кати и открывает туалет. Тот неожиданно оказывается пустым. Катя решает попытаться вырваться через дверь впереди салона, возвращается к своему месту и пытается убедить дочь пойти вперёд, но та просится назад, в 19 ряд. Катя пытается силой утащить Диану вперёд, Алексей пытается угомонить её, и Катя видит, что из его глаза течёт кровь. Катя и Диана идут вперёд, но их останавливают стюардессы. Инесса вновь пытается убедить Катю успокоиться, а у Татьяны начинает изо рта бежать вода, в результате чего она падает на пол и умирает.
Катя подбегает к Павлу, спрашивает, что он рисует, отнимает блокнот и видит, что в блокноте изображены её галлюцинации. Она требует от художника объяснений, но тот, не успев толком ничего объяснить, на её глазах превращается в пепел и рассыпается. Катя и Диана бегут вперёд, пытаются выломать дверь, которая должна вести в кабину пилота. К ним подбегают Инесса и Алексей и пытаются объяснить, что пытаются её защитить, но не успевают объяснить, от чего: Инессу уносит в конец салона невидимой силой, а Николай окончательно истекает кровью и умирает.
Кате с дочерью удаётся выломать дверь, но за ней оказывается тот же самый салон, только без людей и трупов. Они бегут в другой конец салона, открывают дверь, но там вновь видят этот салон. Пробежав таким образом несколько салонов, в какой-то момент Катя обнаруживает, что Дианы рядом нет. Но видит Диану в салоне сидящей в 19 ряду. Также она видит чёрный силуэт, приближающийся к её дочери, и бросается к ней на помощь. Но в это время она слышит голос колдуньи, которую видела в детстве. Та объясняет, что на самом деле она всё ещё маленькая девочка в том падающем самолёте, а всё, что происходило с ней после, начиная с крушения,  — это лишь её видения, которые старуха внушила ей, чтобы та хоть немного увидела жизнь, которую ей не суждено было увидеть из-за гибели.
Она возвращается ребёнком в тот самолёт из её детства, причём их с матерью окружают те же пассажиры и стюардессы, которые были в полёте в её видении, только одетые по моде тех лет, плюс ведьма с пугающей внешностью на сиденье позади них. Как и в её видении, у Евгения начинается сердечный приступ, Елена устремляется к нему на помощь, но самолёт начинает падать. Катя ненадолго возвращается в своё видение, чтобы попрощаться со своей несуществующей дочерью, но та говорит, что они ещё увидятся. Катя спрашивает: "Как? Скажи мне, что мне надо делать". Диана отвечает: "Тебе просто нужно слушать". Катя вспоминает, что Диана много раз уговаривала и намекала ей сесть в 19 ряду. Вернувшись в реальность двадцать лет назад, Катя отстёгивается и пытается прорваться назад и увести назад мать. В процессе Инессу уносит в конец салона, как и в Катином видении. Алексей бросается Елене и Кате на помощь и помогает сесть в 19 ряду. Но тут же его сносит с ног, он падает, разбивает голову и истекает кровью, опять же как в Катином видении. Самолёт приземляется в небольшое озеро, но инерцией сносит к берегу. Самолёт разваливается на части, Татьяна тонет в озере, что также Катя предвидела. В отвалившемся хвосте сохранился только 19 ряд, в котором сидят Елена и Катя. Елена жива и слабо двигается, а вскоре приходит в себя и Катя.

## В ролях
| Актёр              | Роль              |
| ------------------ | ----------------- |
| Светлана Иванова   | Катя врач         |
| Марта Кесслер      | Диана дочь Кати   |
| Вольфганг Черни    | Алексей           |
| Екатерина Вилкова  | Елена мать Кати   |
| Анатолий Кот       | Николай           |
| Виктория Корлякова | Инесса стюардесса |
| Виталия Корниенко  | Катя в детстве    |
| Денис Ясик         | Павел             |
| Анна Глаубэ        | Татьяна           |
| Ирина Егорова      | Галина            |
| Иван Верховых      | Евгений           |
| Ёла Санько         | ведьма            |
| Элла Глушкова      | дочь Николая      |
| Сергей Друзьяк     | репортёр          |

## Производство
Съёмки проходили в Москве с декабря 2019 по февраль 2020 года. Специально для фильма киноинженеры построили декорации самолёта в натуральную величину, которые трансформируются в несколько разных моделей.

## Релиз
18 октября 2021 года вышел трейлер.
Премьера в России состоялась 11 ноября 2021 года.
Общие кассовые сборы в России и СНГ составили 17 678 364 руб.

## Реакция
Фильм получил в основном невысокие оценки кинокритиков, которые отметили вторичность сценария.
Владислав Шуравин (Film.ru): «„Ряд 19“ хоть и пытается заигрывать с трендами (тут и психотерапия, и сеттинг в духе „Кроваво красного неба“ и „Воздушного боя“), но делает это так аляповато, что разбивает в пух и прах все надежды на актуальный российский хоррормейкинг».